# 广西花蟹蛛
广西花蟹蛛（学名：Xysticus guangxicus）为蟹蛛科花蟹蛛属的动物。在中国大陆，分布于广西等地。该物种的模式产地在广西。